# Montfoort
Montfoort è una municipalità dei Paesi Bassi di 13 853 abitanti situata nella provincia di Utrecht.
La municipalità di Montfoort comprende, oltre al capoluogo Montfoort, i seguenti villaggi: Linschoten e Willeskop.